# Беннетт, Эдвард Тернер
Эдвард Тернер Беннетт (англ. Edward Turner Bennett; 1797—1836) — британский врач, зоолог и писатель. Брат ботаника Джона Беннетта (1801—1876).
Наряду со своей профессией врача Беннетт сильно увлекался зоологией. В 1822 году он поддержал создание Союза энтомологов в Англии. В дальнейшем этот союз вместе с Линнеевским обществом Лондона стал отправной точкой для развития Зоологического общества Лондона, секретарём которого Беннетт являлся с 1831 года до своей смерти в 1836 году.

## Публикации
- General Observations on the Anatomy of the Thorax in Insects, and on its Function during Flight, 1825
- The Tower menagerie, 1829
- The Gardens and Menagerie of the Zoological Society, 2. Bände; J. Sharpe, London, 1830/1831